# Koprocesor
Koprocesor arytmetyczny, jednostka zmiennoprzecinkowa (ang. Floating-Point Unit, FPU) – układ scalony wspomagający procesor w obliczeniach głównie zmiennoprzecinkowych, ale również na liczbach całkowitych. W większości współczesnych konstrukcji koprocesor arytmetyczny, a także jednostki obsługujące bardziej skomplikowane obliczenia (np. instrukcje wektorowe), zintegrowany jest z procesorem w jednym układzie scalonym.
W przeszłości jednak koprocesor stanowił opcjonalny komponent procesora i nie był standardowym układem komputera. Twórcy płyt głównych umieszczali zwykle pustą podstawkę, w której można było zainstalować koprocesor. W takim przypadku, dla danego typu procesora przypisany był odpowiadający mu koprocesor (np. 8087 dla 8086 i 8088, 80287 dla 80286 czy 80387 dla 80386).
Koprocesorami nazywane bywają również układy wspomagające tworzenie i przetwarzanie grafiki (głównie wektorowej), czyli procesory graficzne (GPU). Ponadto nazwa koprocesor czasami używana jest w stosunku do układów przetwarzających sygnały (DSP) i procesorów dźwiękowych pozwalających pozycjonować dźwięki w przestrzeni (karta Sound Blaster X-Fi).